# Ortzanzurieta
Ortzanzurieta (hiszp. Orzanzurieta) – szczyt w Pirenejach. Leży w północnej Hiszpanii, w prowincji Nawarra.